# خط لوله گرین‌استریم
خط لوله گرین‌استریم (انگلیسی: Greenstream pipeline) خط لوله انتقال گاز طبیعی به طول ۵۲۰ کیلومتر است، که از لیبی آغاز شده و پس از گذر از زیر دریای مدیترانه، در شهر گلا، در کشور ایتالیا پایان می‌یابد. ظرفیت انتقال گاز طبیعی این خط لوله روزانه معادل ۳۰ میلیون متر مکعب می‌باشد.